# Mechanical Animals
Mechanical Animals er et album af bandet Marilyn Manson, som blev udgivet den 15. september 1998. Mechanical Animals blev Marilyn Mansons første best-seller album og singlerne lå øverst på mange hitlister. Albummet fortæller en historie gennem dets tekster og musik, ligesom i Manson's andre albums og kunstværker. Der blev udgivet 4 singler fra albummet: "The Dope Show", "Rock is Dead", "I Don't Like the Drugs (But the Drugs Like Me)" og  "Coma White", og der blev lavet en video til sidstnævnte.. 

## Numre
Albummet er delt i to dele,  Alpha Songs og Omega Songs:
Alpha Songs
- "Great Big White World"
- "Mechanical Animals"
- "Disassociative"
- "The Speed Of Pain"
- "Posthuman"
- "Coma White"
- "The Last Day On Earth"

Omega Songs
- "The Dope Show"
- "Rock is Dead"
- "I Want to Disappear"
- "I Don't Like the Drugs (But the Drugs Like Me)"
- "New Model No. 15"
- "User Friendly"
- "Fundamentally Loathsome"